# The Voice of the Guns
The Voice of the Guns (1917) er en britisk militærmarch komponeret af Kenneth Alford under Første Verdenskrig. Den blev skrevet som en hyldest til britiske artillerister, der tjente i krigen (deraf stykkets navn). Senere blev den taget op af hele den britiske hær. Den skal ikke forveksles med digtet af Gilbert Frankau.
Stykket er normalt arrangeret for et fuldtalligt marchband eller –orkester. Der findes også klaver- og orgeludgaver. Maurice Jarres arrangement af stykket har en prominent fløjte- og piccolofløjtedel, der ikke fandtes i originalen.
Et berømt arrangement af det blev brugt i David Leans film Lawrence of Arabia (1962), hvor det blev brugt til at symbolisere britisk militærmagt. Det mest kendte sted, det bliver brugt under filmen, er i scenen, hvor Lawrence (Peter O'Toole) og general Allenby (Jack Hawkins) diskuterer strategi, mens de går ned ad trapperne i det britiske militærhovedkvarter i Cairo.

## Eksterne links
- En optagelse fra 1992 af the East Woodstock Cornet Band.
- Et klaverarrangement i MIDI-format af John McDonnell